# Quintetto di fiati
Un quintetto di fiati, a volte chiamato quintetto di legni, è un gruppo di cinque musicisti (generalmente flauto, oboe, clarinetto, corno e fagotto). Si chiamano pure così i brani composti per questo gruppo.
A differenza del quartetto d'archi, il cui colore sonoro è molto omogeneo, gli strumenti del quintetto di fiati si differenziano assai dal loro timbro e dalla loro tecnica. Il quintetto moderno sorge dal gruppo auspicato da  Giuseppe II nel Settecento a Vienna: 2 oboi, 2 clarinetti, 2 corni e 2 fagotti.
I quintetti composti da Anton Reicha, a partire dal 1811, e i quintetti composti da Franz Danzi stabilirono definitivamente il genere. Sebbene decaduti durante la seconda metà dell'Ottocento, ripresero forza a partire dal XX secolo.

## Compositori di questo genere

### Settecento
- Antonio Rosetti (ca. 1750-1792). Compose un quintetto per flauto, oboe, clarinetto, corno inglese e fagotto.

### Ottocento
- Johann Georg Albrechtsberger (1736–1809) Compose un quintetto per 2 oboi, clarinetto, corno e fagotto.
- Giuseppe Maria Gioacchino Cambini (1746–1825) Compose 3 quintetti.
- Franz Danzi (1763–1826) Compose 9 quintetti.
- Johann Georg Lickl (1769–1843) Compose 1 quintetto.
- Antoine Reicha (1770 – 1836) Compose 24 quintetti, alcuni come movimenti indipendenti.
- Paul Taffanel (1844–1908) Compose 1 quintetto.
- August Klughardt (1847–1902) Compose un quintetto.

### Novecento
- Carl Nielsen (1865 - 1931)
- Arnold Schönberg (1874 - 1951)
- Wallingford Riegger (1885 – 1961)
- Heitor Villa-Lobos (1887- 1959)
- Jacques Ibert (1890 - 1962)
- Hendrik Andriessen (1892–1981)
- Darius Milhaud (1892-1974)
- Walter Piston (1894-1976)
- Paul Hindemith (1895-1963)
- Roberto Gerhard (1896–1970)
- Ernst Křenek (1900–1991)
- Ruth Crawford-Seeger (1901-1953)
- Ferenc Farkas (1905–2000)
- Alec Wilder (1907–1980)
- Elliott Carter (1908)
- Samuel Barber (1910-1981)
- Jean Françaix (1912-1997)
- Ingolf Dahl (1912-1970)
- Alvin Etler (1913-1973)
- George Perle (1915)
- Vincent Persichetti (1915-1987)
- Peter Racine Fricker (1920–1990)
- Malcolm Arnold (1921-2006)
- György Ligeti (1923-2006)
- Hans Werner Henze (1926)
- Karlheinz Stockhausen (1928)
- Donald Martino (1931–2005)
- Ramiro Cortés (1933–1984)
- Eric Ewazen (n. 1954)

### XXI secolo
- Stephen Truelove (n. 1946)
- Jacobo Durán-Loriga (n. 1958)
- Shigeru Kan-no (n. 1959)

### Quintetti celebri
- Quinteto de viento Ciudad de Soria
- Albert Schweitzer Quintet
- Arion Quintett
- Astral Winds
- Aulos Quintet
- Bergen Wind Quintet
- Berlin Philharmonic Wind Quintet (Philharmonisches Bläserquintett Berlin)
- Blaaskwintet van Brussel (aka Quintette à vent de Bruxelles)
- Bläserquintett des Südwestfunks, Baden-Baden
- Bläserquintett des WDR
- Bläserquintett Matej Sarc
- Borealis Wind Quintet (Candidati al Grammy 2006)
- Budapesti Fúvósötös
- Calico Winds
- Carion
- Clarion Wind Quintet
- Copenaghen Wind Quintet
- Danzi-Quintett
- Diapason Kammersolisten
- Dorian Wind Quintet
- Dresdner Bläserquintett
- Ensemble Instrumentale à Vent de Paris
- Esterházy Quintett
- Rota Wind Quintet
- Florida Wind Quintet
- Frosunda Quintet
- Imani Winds (Nominati al Grammy 2006)
- Iowa Woodwind Quintet
- Jeunesses Fúvósötös
- Lieurance Woodwind Quintet
- Magyar Fúvósötös (Quintetto di fiati ungherese)
- Moran Quintet
- New London Chamber Ensemble
- New Mexico Woodwind Quintet
- New York Woodwind Quintet
- Pannonia Fúvósötös
- Penta Fúvósötös
- Philadelphia Wind Quintet
- Prairie Winds
- Quintet of the Americas
- Quintette à Vent de Paris
- Quintette à Vent Français
- Quintette Moragues
- Quinteto Brasilia
- Quinteto Villa-Lobos
- Quintetto di Fiati "Orobie"
- Soni Ventorum Wind Quintet
- Swiss Wind Quintet
- Tritonus Fúvósötös
- Vento Chiaro
- Wind Quintet of the Danish National Radio Symphony Orchestra
- The Wingra Quintet
- Zephyros Winds
- Zürcher Bläserquintett (The Zürich Wind Quintet)

## Quintetto di Ance
È un quintetto di fiati non tradizionale formato da strumenti ad ancia. La formazione è variabile, sebbene quella più comune sia: oboe, clarinetto in Si bemolle, sax contralto, fagotto e clarinetto basso. A volte si cambia l'oboe per il corno inglese oppure il sax contralto per un sax di un altro registro. Questo tipo di formazione da camera possiede un repertorio originale ridotto perché la sua creazione è molto recente.